# La Morra
La Morra is een gemeente in de Italiaanse provincie Cuneo (regio Piëmont) en telt 2644 inwoners (30-4-2023). De oppervlakte bedraagt 24,3 km², de bevolkingsdichtheid is 109 inwoners per km².
De volgende frazioni maken deel uit van de gemeente: Annunziata, Santa Maria, Rivalta, Berri.

## Demografie
La Morra telt ongeveer 2644 inwoners, een stijging in de periode 1991-2023 van  9,4% volgens cijfers uit de tienjaarlijkse volkstellingen van ISTAT.
| Jaar | Inwoners |
| ---- | -------- |
| 1991 | 2416     |
| 2001 | 2610     |
| 2004 | 2668     |
| 2023 | 2644     |

## Geografie

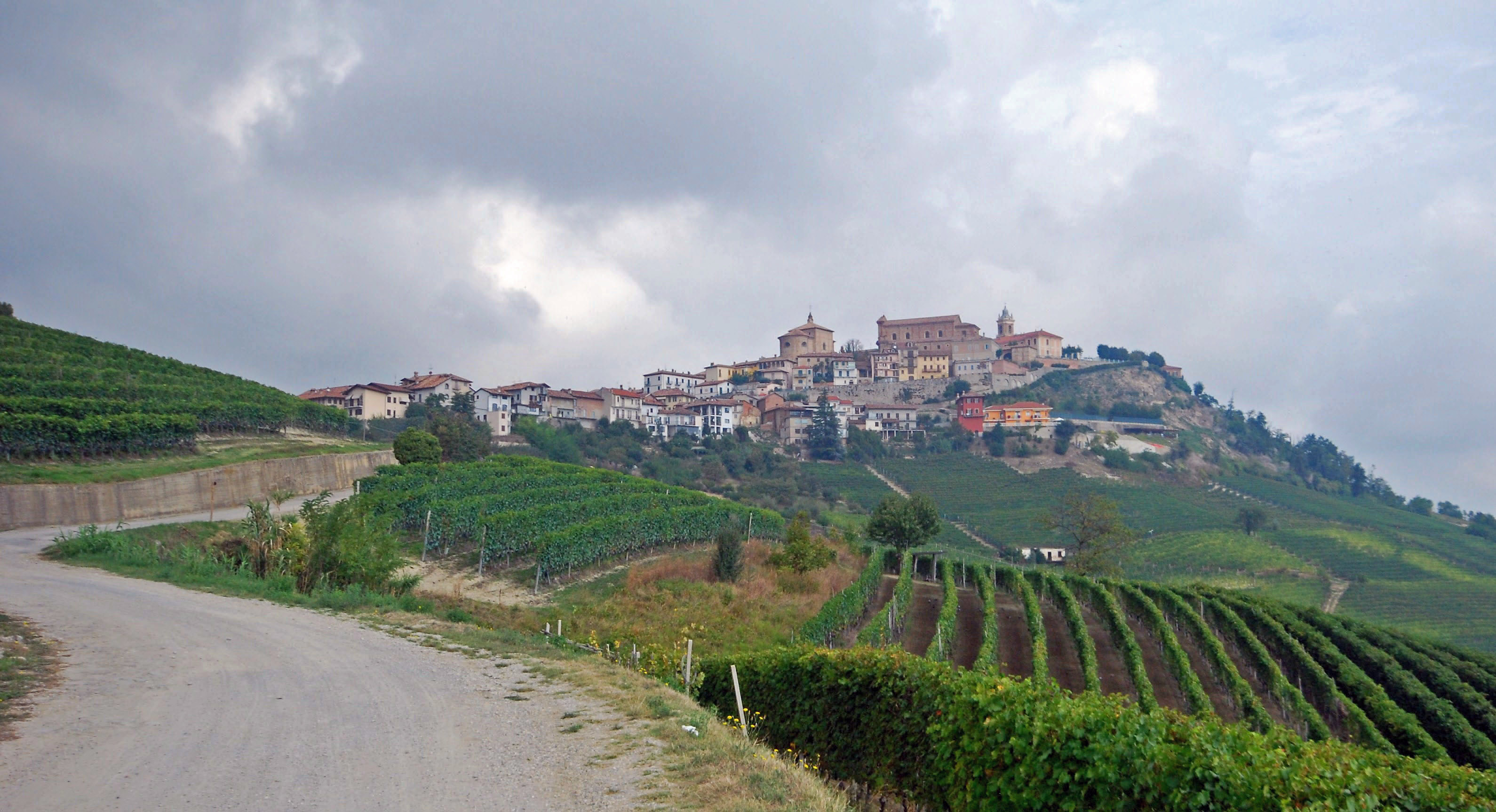

De gemeente ligt op ongeveer 513 m boven zeeniveau.
La Morra grenst aan de volgende gemeenten: Alba, Barolo, Bra, Castiglione Falletto, Cherasco, Narzole, Roddi, Verduno.